# San Rafael, San José
San Rafael är en ort i Costa Rica.   Den ligger i provinsen San José, i den centrala delen av landet, 6 km väster om huvudstaden San José. San Rafael ligger 1 060 meter över havet och antalet invånare är 25 410.
Terrängen runt San Rafael är varierad. Runt San Rafael är det mycket tätbefolkat, med 1 313 invånare per kvadratkilometer. Närmaste större samhälle är San José, 5,9 km öster om San Rafael. Runt San Rafael är det i huvudsak tätbebyggt.